# Minerva Anguissola
Minerva Anguissola (ur. ok. 1539, 1541 w Cremonie, zm. 1566 tamże) – włoska malarka epoki renesansu.

## Życiorys
Minerva Anguissola pochodziła z arystokratycznego rodu i podobnie, jak jej liczne rodzeństwo posiadała uzdolnienia artystyczne. Anguissola była córką, Amilcare Anguissola – patrycjusza, który pracował jako rysownik, amator i Bianci Ponzoni Anguissola. Siostry Anguissoli były też malarkami: Anna Maria Anguissola, Europa Anguissola, Lucia Anguissola, Elena Anguissola i Sofonisba Anguissola.
Anguissola była wykształcona w kierunku humanistycznym, a także uczyła się malarstwa od swojej sławnej siostry, Sofonisby. Jej portrety zostały namalowane przez jej siostry, Lucię i Sofonisbę.
Malarz, Giorgio Vasari wspomniał o niej, gdy odwiedził Cremonę. W tym momencie Anguissola już nie żyła. Jej dzieł nigdy nie pokazano publicznie.

## Rodzeństwo[1]
- Sofonisba Anguissola (1532-1625),
∞ maj 1573, Fabrizio Moncada (1535-1579), Madryt, Hiszpania;
∞ 17 grudnia 1579, Orazio Lomellini (1547), Piza, Toskania, Włochy;
- Elena Anguissola (1533-1584);
- Europa Anguissola (1536);
∞ 1568, Carlo Schinchinelli, Cremona, Lombardia, Włochy;
- Lucia Anguissola (1538-1565);
- Asdrubale Anguissola (1551-1623);
- Anna Maria Anguissola (1555-1611);
∞ 1574, Giacomo Sommi.

## Galeria

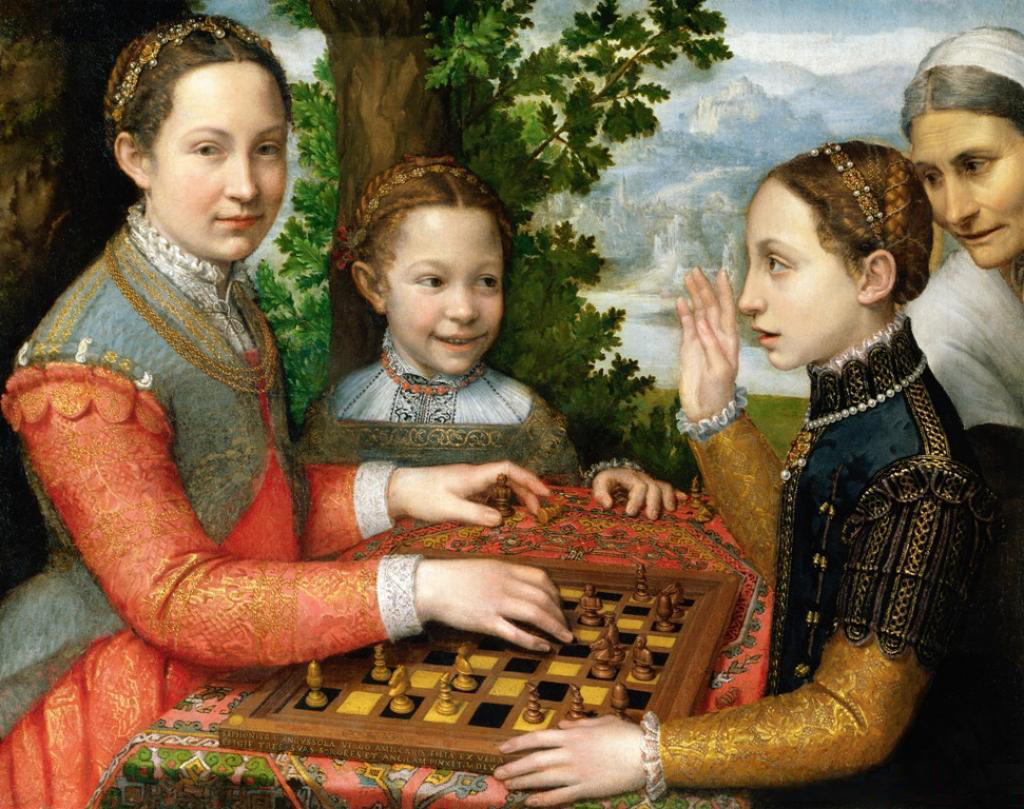
Sofonisba Anguissola, Lucia, Minerva i Europa grają w szachy (1555), Galeria Malarstwa i Rzeźby Muzeum Narodowego w Poznaniu
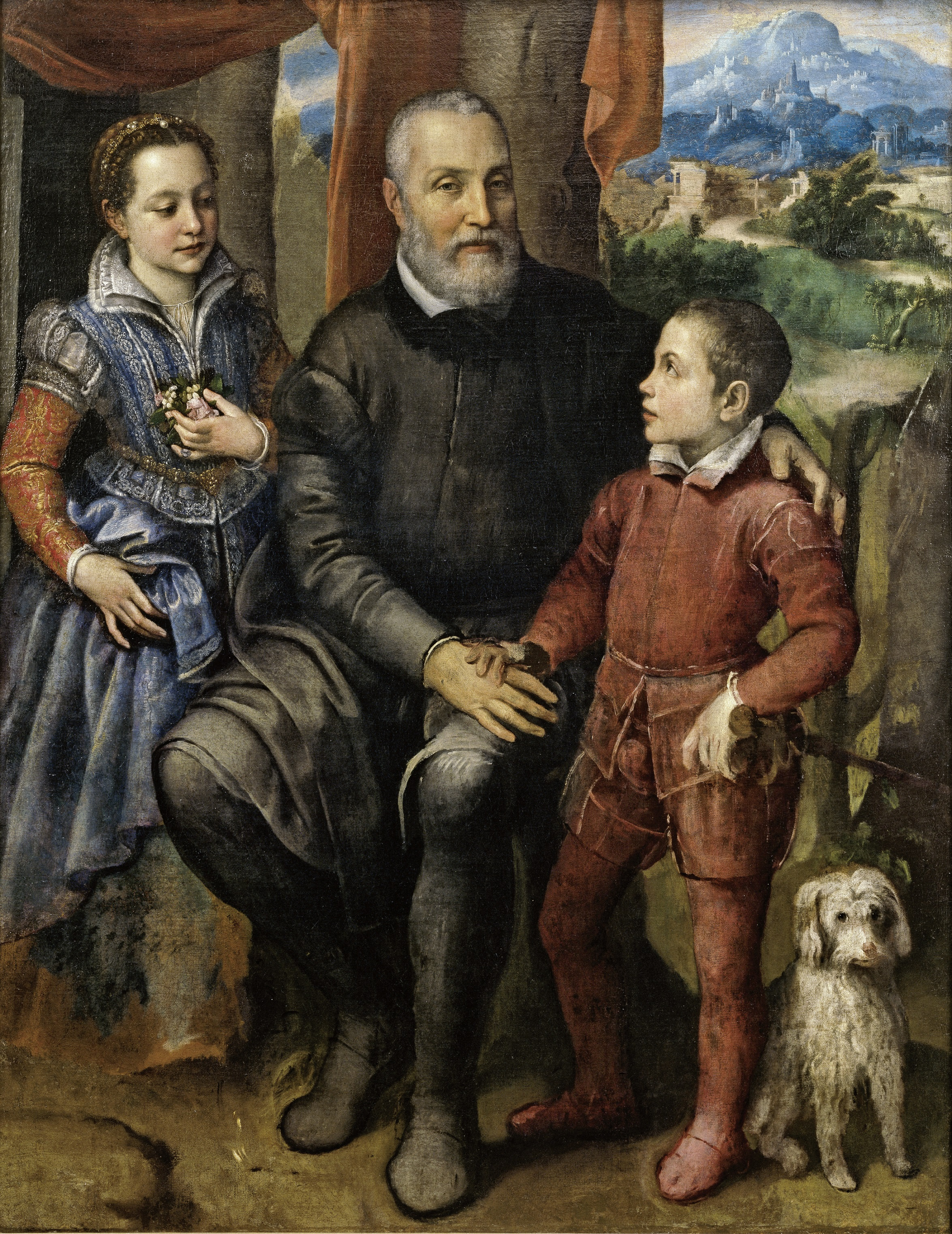
Sofonisba Anguissola, Amilcare Anguissola ze swoimi dziećmi: Minervą i Asdrubale
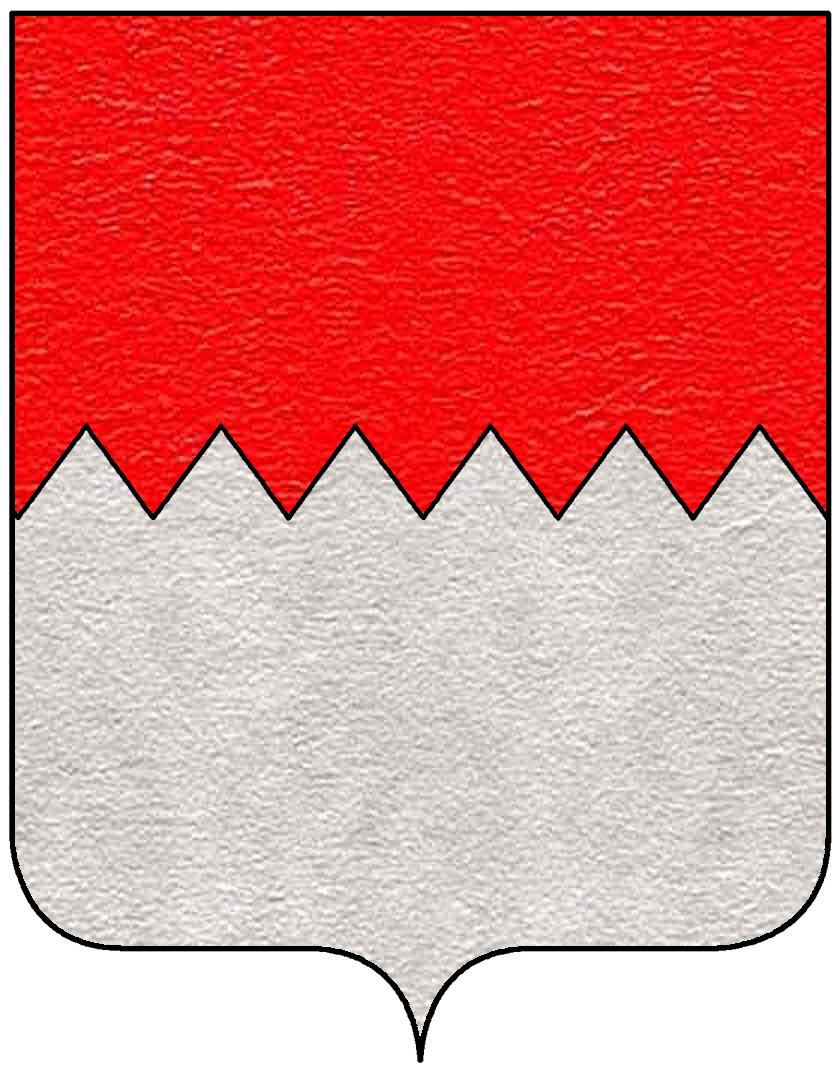
Herb rodziny Anguissola

## Literatura
- Sofonisba Anguissola e le sue sorelle. Catalogo della mostra a cura di M. Gregori, Rzym 1994[2], ISBN 88-7813-512-7